# Bang Khan
Bang Khan (em tailandês: อำเภอป่าบอน) é um distrito da província de Nakhon Si Thammarat, no sul da Tailândia. É um dos 23 distritos que compõem a província. Sua população, de acordo com dados de 2012, era de 45 487 habitantes, e sua área territorial é de 601,7 km².
O distrito foi criado em 9 de abril de 1992.